# 米尼辛克福德 (紐約州)
米尼辛克福德（英語：Minisink Ford）是位於美國紐約州沙利文縣的非建制地區。

## 歷史
米尼辛克福德的郵局於1908年設立，其後於1918年停運。

## 地理
米尼辛克福德所處的海拔為高於海平面262米（即860英呎），而該地所採用的時區為UTC-5，即北美东部时区（EST）。同時該地設有夏令時間，為UTC-5調快一小時，即UTC-4（EDT）。